# Municipio de Eslöv
El municipio de Eslöv (en sueco: Eslövs kommun) es un municipio de Escania, la provincia más austral de Suecia. Su sede se encuentra en la localidad de Eslöv. Limita con los municipios de Klippan al norte, Höör al noreste, Hörby y Sjöbo al este, Lund y Kävlinge al suroeste y con Svalöv al noroeste.

## Localidades
Hay 13 áreas urbanas (tätort) en el municipio:
| #  | Localidad    | Población |
| -- | ------------ | --------- |
| 1  | Eslöv        | 18,592    |
| 2  | Marieholm    | 1,604     |
| 3  | Löberöd      | 1,241     |
| 4  | Stehag       | 1,191     |
| 5  | Flyinge      | 992       |
| 6  | Harlösa      | 780       |
| 7  | Billinge     | 434       |
| 8  | Hurva        | 376       |
| 9  | Gårdstånga   | 366       |
| 10 | Kungshult    | 365       |
| 11 | Stockamöllan | 293       |
| 12 | Örtofta      | 283       |
| 13 | Väggarp      | 229       |

## Ciudades hermanas
Eslöv está hermanada o tiene tratado de cooperación con:
- Asker
- Rudersdal
- Garðabær
- Jakobstad
- Viljandi